# 托德山 (斯科特海岸)
77°51′S 163°3′E / 77.850°S 163.050°E
托德山是南極洲的山峰，位於維多利亞地的斯科特海岸，是布里格斯山的南端，海拔高度1,245米，以美國地質調查局的製圖師命名。